# Sarah Joseph
Sarah Joseph, née le 10 février 1946 au Kerala en Inde, est une romancière et novelliste indienne en langue malayalam. Elle est aussi féministe et femme politique.
Elle remporte le prix Kendra Sahitya Akademi pour son roman Aalahayude Penmakkal (Filles de Dieu le Père). Elle reçoit également le prix Vayalar pour le même roman. 
Sarah Joseph est une des animatrices du mouvement féministe au Kerala, elle est la fondatrice de Manushi (organisation de femmes qui pensent). Elle et Madhavikutty sont considérées parmi les principales écrivaines en malayalam.
Elle rejoint en 2014 le parti Aam Aadmi et participe aux élections parlementaires de 2014 pour la ville de Thrissur.

## Biographie

### Jeunesse, enseignement, militantisme
Sarah Joseph est née dans une famille chrétienne conservatrice à Kuriachira dans la ville de Thrissur en 1946. Elle est la fille de Louis et de Kochumariam,. Elle se marie à l'âge de 15 ans alors qu'elle est en classe IX. Elle poursuit le cours de formation des enseignants et commence sa carrière professionnelle en tant qu'enseignante. Plus tard, elle reçoit son BA et MA en malayalam en tant que candidate privée et rejoint le service collégial au Kerala. Elle est professeur de malayalam au Sanskrit College de Pattambi. Depuis, elle a pris sa retraite du service gouvernemental et vit à Mulamkunnathukavu dans le district de Thrissur. Elle a deux filles. Geetha Joseph et Sangeetha Srinivasan.
Sarah Joseph est également une militante sociale bien connue et est à l'avant-garde de plusieurs manifestations au Kerala. Elle est une ardente sympathisante de gauche mais rejoint le parti Aam Aadmi en janvier 2014 et est présentée par le parti comme candidate de la circonscription de Thrissur Lok Sabha aux élections parlementaires de 2014, mais elle perd face à CN Jayadevan du Parti communiste d'Inde.

### Carrière littéraire
La carrière littéraire de Sarah Joseph commence très tôt, quand elle est au lycée. Beaucoup de ses poèmes paraissent dans des hebdomadaires en malayalam. Elle est également douée pour réciter ses poèmes lors de rencontres de poètes, ce qui est très apprécié par des poètes comme Vyloppilli Sreedhara Menon et Edasseri Govindan Nair. Après une période d'hésitation, elle se lance dans la fiction et se met à écrire des nouvelles. Son recueil de nouvelles Paapathara est considéré comme une étape importante dans la littérature féministe en malayalam.
Elle publie une trilogie de romans qui comprend Aalahayude Penmakkal, Mattathi et Othappu. Ses œuvres sont essentiellement libérales et véhiculent les sentiments de divers groupes opprimés. Le roman Othappu parle de l'aspiration d'une femme à une véritable compréhension de la spiritualité et de sa propre sexualité. Othappu est traduit en anglais par Valson Thampu sous le titre «Othappu: The Scent of the Other Side»,.
Son roman Aalahayude Penmakkal lui vaut trois prix majeurs : le Kerala Sahitya Academy Award, le Kendra Sahitya Akademi Award et le Vayalar Award. En 2011, Sarah Joseph remporte le prix Muttathu Varkey pour son recueil de nouvelles intitulé Papathara. Le 10 octobre 2015, elle renvoie le prix de la Sahitya Akademi sur la base de sa perception politique qu'il y a « peur et manque de liberté sous le gouvernement actuel ».
Elle est saluée par la critique pour son Ramayana Kathakal, une lecture subversive du Ramayana. Une traduction anglaise de cet ouvrage est publiée par l'Oxford University Press,,.
Elle est également la bénéficiaire du tout premier VO Vijayan Sahitya Puraskaram . En 2012, elle remporte le prix littéraire Padmaprabha.

### Amnesty International
En 2016, elle soutient Amnesty international dans la polémique contre l'Akhil Bharatiya Vidyarthi Parishad (ABVP).

## Œuvres principales
Nouvelles
- Manassile toi Matram (1973)
- Kadinte Sangeetham (1975, recueil de nouvelles)
- Paapathara
- Oduvilathe Suryakanthi
- Nilavu Nirayunnu
- Puthuramayanam
- Kaadithu Kandaayo Kaanthaa
- Nanmathinmakalude Vriksham (recueil de nouvelles)

Romans
- Thaikulam
- Aalahayude Penmakkal
- Maattaathi
- Othappu
- Aathi[19]
- Ooru Kaval
- Aalohari Anandam
- Budhini